# Chiloglanis lamottei
Chiloglanis lamottei е вид лъчеперка от семейство Mochokidae.

## Разпространение
Видът е разпространен в Гвинея и Кот д'Ивоар.